# Elliston
Elliston és una concentració de població designada pel cens dels Estats Units a l'estat de Montana. Segons el cens del 2000 tenia 225 habitants.

## Demografia
Segons el cens del 2000, Elliston tenia 225 habitants, 89 habitatges, i 64 famílies. La densitat de població era de 9,9 habitants per km².
Dels 89 habitatges en un 41,6% hi vivien nens de menys de 18 anys, en un 57,3% hi vivien parelles casades, en un 11,2% dones solteres, i en un 27% no eren unitats familiars. En el 22,5% dels habitatges hi vivien persones soles el 12,4% de les quals corresponia a persones de 65 anys o més que vivien soles. El nombre mitjà de persones vivint en cada habitatge era de 2,53 i el nombre mitjà de persones que vivien en cada família era de 2,94.
Per edats la població es repartia de la següent manera: un 32% tenia menys de 18 anys, un 2,7% entre 18 i 24, un 28% entre 25 i 44, un 23,6% de 45 a 60 i un 13,8% 65 anys o més.
L'edat mediana era de 36 anys. Per cada 100 dones de 18 o més anys hi havia 96,2 homes.
La renda mediana per habitatge era de 31.964 $ i la renda mediana per família de 38.333 $. Els homes tenien una renda mediana de 33.750 $ mentre que les dones 21.875 $. La renda per capita de la població era de 16.501 $. Aproximadament el 7,6% de les famílies i el 10,4% de la població estaven per davall del llindar de pobresa.

## Poblacions més properes
El següent diagrama mostra les poblacions més properes.